# 佐藤多恵子
佐藤 多恵子（さとう たえこ）は、日本のアニメーター、キャラクターデザイナー。スタジオ・ザイン所属。

## 経歴
スタジオ・ザインに入社し、作画監督・原画で多くの作品に参加する。

## 参加作品

### テレビアニメ
- 生徒諸君!心に緑のネッカチーフを（1986年）動画
- 魔法のエンジェルスイートミント（1990年 - 1991年）原画
- ウルトラマンキッズ 母をたずねて3000万光年（1991年 - 1992年）原画
- しましまとらのしまじろう（1993年 - 2008年）作画監督
- ゴールFH（1994年）作画監督
- 銀河戦国群雄伝ライ（1994年 - 1995年）作画監督
- あずきちゃん（1995年 - 1998年）原画
- はりもぐハーリー（1996年 - 1997年）原画
- ロスト・ユニバース（1998年）作画監督・作監補・原画
- Only・You ビバ!キャバクラ（1998年）作画監督
- ゴクドーくん漫遊記（1999年）作画監督
- 下級生（1999年）作画監督
- ジバクくん（1999年-2000年）作画監督
- ファーブル先生は名探偵（2000年）作画監督・原画
- 無敵王トライゼノン（2000年 - 2001年）作画監督
- オフサイド（2001年 - 2002年）作画監督・原画
- 星のカービィ（2001年 - 2003年）作画監督・原画
- テニスの王子様（2001年 - 2005年）作画監督
- ウルトラマニアック（2003年）総作画監督・原画
- ピーチガール（2005年）作画監督
- スクールランブル 二学期（2006年）原画
- チーズスイートホーム（2008年）作画監督・原画
- チーズスイートホーム あたらしいおうち（2009年）原画
- しろくまカフェ（2012年 - 2013年）作画監督
- やくならマグカップも（2021年）作画監督

### 劇場アニメ
- ウルトラマンUSA（1987年）動画チェック
- 劇場版MAJOR メジャー 友情の一球（2008年）原画
- RABBITS KINGDOM THE MOVIE（2023年）総作画監督[1]

### OVA
- NEWドリームハンター麗夢 殺戮の夢幻迷宮（1992年）作画監督・原画
- JOKER マージナル・シティ（1992年）キャラクターデザイン（井口忠一、島袋美由紀と共同）・作画監督

### ゲーム
- アランドラ（1997年）アニメーション作画監督
- クライムクラッカーズ2（1997年）アニメーション作画監督
- NOëL 〜La neige〜（1998年）アニメーション作画監督
- サモンナイト（2000年）アニメーション作画監督・原画